# OFK Petrovac
OFK Petrovac (srbskou cyrilicí ОФК Петровац) je černohorský fotbalový klub z města Petrovac na Moru. Založen byl roku 1969 (jako FK Petrovac). Domácím hřištěm je stadion Pod Malim Brdom.

## Historie
V ročníku 2008/09 vyhrál klub poprvé černohorský fotbalový pohár. Následně vstoupil poprvé do evropských pohárů, konkrétně do Evropské ligy 2009/10, kde ve 2. předkole vyřadil kyperský celek Anorthosis Famagusta po prohře 1:2 venku a výhře 3:1 doma (domácí zápas sehrál z důvodů nevyhovujícího domácího hřiště pro evropské poháry na stadionu Gradski ve městě Nikšić, který patří ligovému konkurentovi FK Sutjeska Nikšić). Poté ve 2. předkole narazil na rakouský SK Sturm Graz, kterému podlehl 1:2 doma a 0:5 venku a byl vyřazen z Evropské ligy. Tentokrát odehrál domácí utkání na stadionu Pod Goricom ve městě Podgorica.

## Úspěchy
- Černohorský fotbalový pohár - 1× vítěz (2008/09)[1]

## Výsledky v evropských pohárech
| Sezóna  | Soutěž             | Kolo        | Soupeř               | Doma         | Venku | Celkem | Postup  |
| ------- | ------------------ | ----------- | -------------------- | ------------ | ----- | ------ | ------- |
| 2009/10 | Evropská liga UEFA | 2. předkolo | Anorthosis Famagusta | 3:1 (prodl.) | 1:2   | 4:3    | postup  |
| 2009/10 | Evropská liga UEFA | 3. předkolo | SK Sturm Graz        | 1:2          | 0:5   | 1:7    | vyřazen |

Vysvětlivky:
- VG - pravidlo venkovních gólů
- prodl. - po prodloužení